# Michèle Burke
Michèle Burke (Kildare, 1959) è una truccatrice irlandese naturalizzata canadese, vincitrice di due Premi Oscar, l'uno nel 1983 per La guerra del fuoco e l'altro nel 1993 per Dracula di Bram Stoker.

## Biografia
Nasce in un paese nei pressi di Dublino, nella contea di Kildare, dal quale in seguito si allontanò col fratello Mark nel 1981, stabilendosi in Canada. Qui visse lavorando a Montréal come modella, avendo comunque anche modo di laurearsi presso l'Università Complutense di Madrid.
I continui spostamenti dell'artista sono all'origine del suo poliglottismo: Burke parla infatti un fluente inglese, francese, spagnolo e un discreto goidelico, oltre a possedere passaporti britannici, europei e canadesi.
Ha lavorato in circa quaranta film, acquistando notorietà già nel 1983, anno in cui riceve, insieme a Sarah Monzani, l'Oscar e un Bafta Award al miglior trucco, per il film La guerra del fuoco. Meritevoli di menzione sono anche i suoi interventi in film quali Cyrano de Bergerac, Dracula di Bram Stoker, all'origine del suo secondo Oscar, Jerry Maguire, Austin Powers - La spia che ci provava, The Cell - La cellula, Vanilla Sky, Minority Report, Elizabethtown, Mission: Impossible III e Tropic Thunder.